# Legends of Might and Magic
Legends of Might and Magic (ook wel LoMM of simpelweg Legends genoemd), is een first person shooter-computerspel uitgebracht door 3DO Company in 2001. In tegenstelling tot andere computerspellen uit de Might and Magic-serie is Legends of Might and Magic voornamelijk een multiplayerspel.
Toen het spel uitkwam noemden critici het een “Middeleeuwse Counter-Strike”. In tegenstelling tot Counter-Strike bevat Legends echter ook neutrale monsters bestuurd door de computer.
Legends had echter te lijden onder verschillende fouten zoals bugs (het komen op plaatsen die hiervoor niet voor bedoeld waren = van de map verdwijnen), te eenvoudige cheats, en lage kunstmatige intelligentie.

## Spel soorten
De multiplayer mode van Legends of Might and Magic bevat vier verschillende modes:
- Sword in the Stone: hierin strijden twee teams om het bezit van een zwaard. Het team dat het zwaard uit de zone weet te halen wint.
- Rescue the Princess: het goede team moet hierin een prinses redden die wordt bewaakt door het slechte team. Dit is gelijk aan de hostage rescue mode van Counter-Strike.
- Warlord Escape: Een speler neemt de rol aan van de warlord en moet worden geëscorteerd naar een veilige locatie. Dit is gelijk aan de VIP-missies in Counter-Strike.
- Slay the Dragon: beide teams vechten in een level waar ook een draak in huist. Het team dat de draak dood wint.